# Монно
Монно (італ. Monno) — муніципалітет в Італії, у регіоні Ломбардія, провінція Брешія.
Монно розташоване на відстані близько 510 км на північ від Рима, 125 км на північний схід від Мілана, 80 км на північ від Брешії.
Населення — 555 осіб (2014).
Щорічний фестиваль відбувається 29 червня. Покровитель — святий Петро.

## Демографія
Населення за роками:

Станом на 1 січня 2023 року в муніципалітеті офіційно проживало 6 іноземців з 4 країн, серед них 1 громадянин країн Євросоюзу.

## Сусідні муніципалітети
- Едоло
- Грозіо
- Грозотто
- Інкудіне
- Маццо-ді-Вальтелліна
- Тово-ді-Сант'Агата
- Вецца-д'Ольйо